# 本膳料理
本膳料理（ほんぜんりょうり），是日本五大基礎料理之一，在古代多用在武士階層，在現代演變為莊重場合時所使用的就餐儀式。
本膳料理的特點是將“吃飯”與“禮儀”深度結合，每一個用餐的動作在本膳料理中都有嚴格的規定，規定了什麼動作是優雅的、什麼動作是粗魯的。它原本起源於室町時代的武士們的會席料理，和原始的會席料理並無太多差別。在日本戰國時代中，由於武士的地位提高，所以他們的會席料理逐漸高雅化，最終於江戶時代發展為目前所看到的“本膳料理”。然而在明治時代，它因為過度日本化和繁瑣的規矩被那時的日本人認為是“過時”，加上日本政府推薦使用西洋的宴會方式代替，所以會製作真正本膳料理的廚師在明治時代急速減少。在目前的日本，本膳料理只有少量保存，例如在日本神道教婚禮上所吃的“三献之儀”食物，還有在日本葬禮上的無名餐點都源自於這個本膳料理，但是，普通等級的本膳料理在日本已經幾乎絕跡，只存在於日本國宴招待外賓時或者有武士祖先的家族晚宴中。
有茶道、和服、日本庭院配合的本膳料理是其最為高級的形式，最終蛻變為另一種叫作“懷石料理”的形式，比起本膳料理，懷石料理在今日的日本卻有著長足的發展。

## 歷史

### 起源於平安時代的“大饗膳”
最初，日本並沒有“本膳料理”，最接近它的形式是來自於平安時代的“大饗膳”。
大饗膳是模仿中国唐朝的礼儀，但是並不是直接從中國學的，是從朝鮮半島傳入的。日本改造過後的大饗膳分為三個步驟：“酒礼、饗、酒宴”。“酒礼”是一種為每個人提供日本梅花酒的儀式，一般會配合正面的祝酒詞，在這個步驟中只需要喝一杯酒、說一下話就夠了。“酒禮”結束後會直接進行“饗”，這個階段會吃以白米飯、日本毛豆、麵筋和糠米湯為組合的定食，更豪華的版本會提供綠茶和甜點。“饗”和“酒宴”經常同時舉行，在吃了幾口食物後，為客人提供觀賞的舞女、舞伎、樂伎等會出場表演，在這時“酒宴”就算自動開始了。值得注意的是，吃飯和喝酒的座位不是同一個，“酒禮”和“饗”的座位是同一個，叫作“宴座”，“酒宴”的座位叫作“穏座”；宴座能不守禮節的隨意使用各種坐姿，穩座則需要認真的使用跪坐的姿勢觀看表演。
據平安時代末期藤原賴永的日記《大記》記載（時間是1136年12月9日），式三軒中沒有“初供”二字後來。大江正房的《榮家時代》一書中也提到了這點，據信這是當時的禮儀。在三元時代，賴永是喝清酒的，但據《大記》記載，在三元時代，關於主人是否應該喝清酒的禮儀存在爭議。在後世的四季散軒中，散軒之後換座開始宴席，但平安時代大京時期的散軒與宴席並沒有明確的區別。[然而，據信第三杯及以下的清酒杯與用於第三杯及以下的陶器之間存在有意識的區別。在《大記》中描述的大臣宴會上，最多記錄了六份，在第一份之前，將對折的小菜排在客人面前。據說二供前擺在師父面前的開胃菜是一樣的，三供時在酒杯后擺上米湯。
在大饗膳中，主人和客人坐在稱為“兀子”的椅子上，一張桌子放在客人面前。自古以來，日本的日常膳食一般都採用 meimeizen（單餐）的形式，即每人提供一人份的食物，但作為儀式性餐點的 daikyo 的 kyozen ryori 則在稱為daiban的大桌面。大量的蔬菜排在桌子上，多人以公共餐桌的形式出現。人們認為，客人實際吃的菜是一盤一盤地端上來的，並建立了上一道菜清空、下一道菜上桌的用餐時間順序，就像後來的本膳料理一樣。此外，與後來的本膳料理一樣，食物是在“Takamori”中供應的，一個叫做 batoban 的收縮盤子放在桌子上，筷子和勺子放在上面。
後來隨著大饗膳的成立，日本的貴族開始時不時舉辦類似的宴席，在武士階層崛起時再改為本膳料理，開始不再使用台座和椅子，來賓只會席地而坐。

### 本膳料理的創立
在鐮倉時代（1185-1333 年），武士家庭開始流行在新年期間舉行一個特殊儀式，名為「椀飯」，室町幕府的將軍把“椀飯”和原本的“大饗宴”作了結合，並將其改名，這個就是本膳料理的模式的雛形，之後的時代只會在這個版本的基礎上作小小的修改。起初，鐮倉時代的本膳料理加入了一道魚肉的菜，一般是“簡單的烤鯉魚”，由於武士的經濟和政治優勢逐漸提高，原本只吃素的版本逐漸消失，變成一定要加入魚肉。
日本的南北朝時代，宮廷貴族兼義一城（1402-1481）在》《中提到了本善、大染（二之善）、三王善的名字，出現了“本善”二字，但是此時是寫成善良的“善”，而不是膳食的“膳”。另外，此時的本膳料理和鐮倉時代的區別不大，並無特殊改進。
室町時代是本膳料理第一次飛速發展的時期，在《印陵軒日六》記述了其武士飲食高雅化的全過程，此書在1459年1月25日寫成，記錄了非常多日本古代的飲食文化。因為室町幕府將自己的政府遷至天皇所在的京都，所以原本的日本貴族的文化開始浸透到武士之中，對還很低俗的武士文化起到了“教化”的作用。在之前，武士的飲食模式過度食用動物的肉、用餐禮儀也過於豪爽，而京都人美化了這些飲食風格，把“華美夢幻”的美學理念融入武士的飲食中。室町時代的大名們還會邀請幕府將軍和各地的大名到他們的居所中舉行宴會，並且喝交杯酒以確認忠貞不渝的主僕關係。這個行為叫作的“御成獻立”，此為本膳料理從單純的吃飯走向儀式化的開始。

## 硯蓋
本膳料理中，最突出的特點是使用硯台作為甜點盤的“硯蓋”。硯蓋一詞最早出現於江戶時代，在視覺上非常唯美，必須要“餐具和甜點集合起來”才叫作“硯蓋”。會出現如此奇特的料理是因為在江戶時代，日本的白糖和採石場工藝出現飛越性的進步，過剩的糖和石頭無處使用，所以發明出了這樣一個獨特的甜點料理。硯台上盛放的甜點多為地瓜、羊羹、寒天、瓊脂糖等作為原材料做的，甚至在甜點上放魚糕、牛蒡、豆漿果凍、魚乾等鹹食，塑造出鹹甜結合的味道。按照慣例，來賓會帶一些鹹味的小禮物來主人這裡，而主人則請廚師把這些調料和甜點混合，在回過來招待客人。在長崎，有一種被稱為“カステラかまぼこ”的東西，其餐盤和原料和上述“硯蓋”幾乎一樣，但是長崎人說它是一種卡斯特拉蛋糕。
類似於懷石料理中的八寸，但八寸是當場吃的（這叫吃），食物類似於清酒開胃菜，但硯蓋如上所述是糖果和防腐劑。價值高的食物是服務。在關西地區，硯蓋上的菜被稱為“口取”，雖然內容相似，但習慣上是當場吃，由於成本和習慣問題，它在現在的日本已經不再使用了。